# Olympische Sommerspiele 1908/Tauziehen
Bei den IV. Olympischen Spielen 1908 fand ein Mannschaftswettbewerb im Tauziehen statt. Austragungsort war das White City Stadium im Stadtteil White City. Im Gegensatz zu heute galt das Tauziehen damals nicht als eigenständige Sportart, sondern als Teil der Leichtathletik.

## Medaillenspiegel

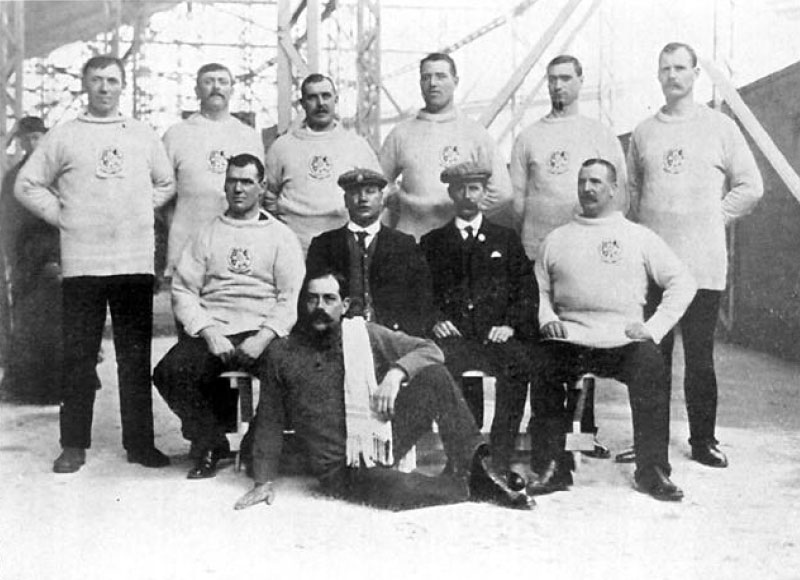
Die Tauziehmannschaft der City of London Police mit Betreuern

| Platz | Land           | Gold | Silber | Bronze | Gesamt |
| ----- | -------------- | ---- | ------ | ------ | ------ |
| 1     | Großbritannien | 1    | 1      | 1      | 3      |

## Ergebnisse
| Platz | Land | Sportler |
| ----- | ---- | --- |
| 1     | GBR  | City of London Police Edward Barrett, Frederick Goodfellow, William Hirons, Frederick Humphreys, Albert Ireton, Frederick Merriman, Edwin Mills, James Shepherd |
| 2     | GBR  | Liverpool Police Thomas Butler, Jim Clarke, William Greggan, Alexander Kidd, Daniel McDonald Lowey, Patrick Philbin, George Smith, Thomas Swindlehurst          |
| 3     | GBR  | Metropolitan Police „K“ Division Walter Chaffe, Joseph Dowler, Ernest Ebbage, Thomas Homewood, Alexander Munro, William Slade, Walter Tammas, James Woodget     |
| 4     | SWE  | Albrekt Almqwist, Frans Fast, Carl-Emil Johansson, Emil Johansson, Knut Johansson, Karl Krook, Karl-Gustaf Nilsson, Anders Wollgarth                            |
| 5     | USA  | Wilbur Burroughs, Wesley Coe, Arthur Dearborn, John Flanagan, Bill Horr, Matt McGrath, Ralph Rose, Lee Talbott                                                  |

Datum: 17. und 18. August 1908
| Viertelfinale         | Viertelfinale | Viertelfinale       | Viertelfinale |
| --------------------- | ------------- | ------------------- | ------------- |
| Liverpool Police      | 1:0           | Vereinigte Staaten  |               |
| Schweden              | –             | Freilos             |               |
| City of London Police | –             | Freilos             |               |
| Metropolitan Police   | –             | Freilos             |               |
| Halbfinale            |               |                     |               |
| Liverpool Police      | 2:0           | Schweden            |               |
| City of London Police | 2:0           | Metropolitan Police |               |
| Kampf um Platz 3      |               |                     |               |
| Metropolitan Police   | w.o.          | Schweden            |               |
| Finale                |               |                     |               |
| City of London Police | 2:0           | Liverpool Police    |               |